# Европско првенство у атлетици у дворани 1982 — скок увис за мушкарце
Такмичење у скоку увис у мушкој конкуренцији на 13. Европском првенству у атлетици у дворани 1982. године одржано је 6. марта. у Спортској дворани Сан Сиро у Милану, (Италија).
Титулу европског првака освојену на Европском првенству у дворани 1981. у Греноблу бранио је Роланд Далхојзер из Швајцарске.

## Земље учеснице
Учествовала су 20 скакача увис из 11 земаља.
1. Аустрија (1)
2. Белгија (1)
3. Француска (3)
4. Грчка (2)
5. Италија (3)
6. Пољска (2)
7. Совјезски Савез (2)
8. Шпанија (1)
9. Шведска (1)
10. Швајцарска (1)
11. Западна Немачка (3)

## Рекорди
| Рекорди пре почетка Европског првенства у дворани 1982.     | Рекорди пре почетка Европског првенства у дворани 1982. | Рекорди пре почетка Европског првенства у дворани 1982. | Рекорди пре почетка Европског првенства у дворани 1982. | Рекорди пре почетка Европског првенства у дворани 1982. | Рекорди пре почетка Европског првенства у дворани 1982. |
| ----------------------------------------------------------- | ------------------------------------------------------- | ------------------------------------------------------- | ------------------------------------------------------- | ------------------------------------------------------- | ------------------------------------------------------- |
| Светски рекорд                                              | Владимир Јашенко                                        | Совјетски Савез                                         | 2,35                                                    | Милано, Италија                                         | 12. март 1978.                                          |
| Европски рекорд                                             | Владимир Јашенко                                        | Совјетски Савез                                         | 2,35                                                    | Милано, Италија                                         | 12. март 1978.                                          |
| Рекорди европских првенстава                                | Владимир Јашенко                                        | Совјетски Савез                                         | 2,35                                                    | Милано, Италија                                         | 12. март 1978.                                          |
| Најбољи светски резултат сезоне у дворани                   | Милтон Гуд                                              | САД                                                     | 2,31                                                    | Њујорк, САД                                             | 12. фебруар 1982.                                       |
| Најбољи европски резултат сезоне у дворани                  | Герд Нагел                                              | Западна Немачка                                         | 2,31                                                    | Зинделфинген, Западна Немачка                           | 12. фебруар 1982.                                       |
| Рекорди после завршеног Европског првенства у дворани 1982. |                                                         |                                                         |                                                         |                                                         |                                                         |
| Најбољи светски резултат сезоне у дворани                   | Дитмар Мегенбург                                        | Западна Немачка                                         | 2,34                                                    | Милано, Италија                                         | 6. март 1982.                                           |
| Најбољи европски резултат сезоне у дворани                  | Дитмар Мегенбург                                        | Западна Немачка                                         | 2,34                                                    | Милано, Италија                                         | 6. март 1982.                                           |

## Најбољи европски резултати у 1982. години
Најбољи европски такмичари у скоку увис у дворани 1982. године пре почетка првенства (5. марта 1982), имали су следећи пласман на европској и светској ранг листи. (СРЛ)
| 1. | Герд Нагел     | Западна Немачка | 2,31 | 12. фебруар | =3. СРЛ |
| 2. | Јануш Тчепизур | Пољска          | 2,30 | 21. фебруар | 4. СРЛ  |
| 3. | Јуриј Шевченко | Совјетски Савез | 2,28 | 10. јануар  | 5. СРЛ  |
| 3. | Валериј Середа | Совјетски Савез | 2,28 | 24. јануар  | 5. СРЛ  |
| 5. | Ђани Давито    | Италија         | 2,27 | 6. фебруар  | 7. СРЛ  |

Такмичари чија су имена подебљана учествују на ЕП 1982.

## Освајачи медаља
|                                  |                       |                             |
| Дитмар Мегенбург Западна Немачка | Јануш Тчепизур Пољска | Роланд Далхојзер Швајцарска |

## Резултати

### Финале
| Пласман | Атлетичар        | Земља                    | Резултат | Белешка |
| ------- | ---------------- | ------------------------ | -------- | ------- |
|         | Дитмар Мегенбург | Западна Немачка          | 2,34     | =НРд    |
|         | Јануш Тчепизур   | Пољска                   | 2,32     | НРд     |
|         | Роланд Далхојзер | Швајцарска               | 2,32     | НРд     |
| 4.      | Герд Нагел       | Западна Немачка          | 2,28     |         |
| 5.      | Валериј Середа   | Совјетски СавезФранцуска | 2,22     |         |
| 6.      | Карло Тренхард   | Западна Немачка          | 2,22     |         |
| 7.      | Роберто Кабрехас | Шпанија                  | 2,22     | ЛРд     |
| 8.      | Масимо ди Ђорђо  | Италија                  | 2,22     |         |
| 9.      | Ђани Давито      | Италија                  | 2,22     |         |
| 10.     | Патрик Шеберг    | Шведска                  | 2,22     |         |
| 11      | Франк Боне       | Француска                | 2,19     |         |
| 11      | Јуриј Шевченко   | Совјезски Савез          | 2,19     |         |
| 11      | Франсис Агбо     | Француска                | 2,19     |         |
| 11      | Оскар Рајзе      | Италија                  | 2,19     |         |
| 15.     | Даријуш Зиелке   | Пољска                   | 2,19     |         |
| 16.     | Димитриос Катис  | Грчка                    | 2,19     |         |
| 17.     | Михаил Минудис   | Грчка                    | 2,15     |         |
| 17      | Еди Анис         | Белгија                  | 2,15     |         |
| 17      | Волфганг Ширк    | Аустрија                 | 2,15     |         |
| 20.     | Франк Верзи      | Француска                | 2,15     |         |

## Укупни биланс медаља у скоку увис за мушкарце после 13. Европског првенства у дворани 1970—1982.
|    | Земља           |    |    |    |    |
| -- | --------------- | -- | -- | -- | -- |
| 1. | Совјетски Савез | 5  | 3  | 1  | 9  |
| 2. | Мађарска        | 3  | 2  | 1  | 6  |
| 3. | Западна Немачка | 2  | 1  | 4  | 7  |
| 4. | Пољска          | 1  | 2  | 0  | 3  |
| 5. | Чехословачка    | 1  | 1  | 1  | 3  |
| 6. | Швајцарска      | 1  | 0  | 1  | 2  |
| 7, | Источна Немачка | 0  | 3  | 0  | 3  |
| 8. | Француска       | 0  | 1  | 0  | 1  |
| 9. | Румунија        | 0  | 0  | 2  | 2  |
| 10 | Грчка           | 0  | 0  | 1  | 1  |
| 10 | Холандија       | 0  | 0  | 1  | 1  |
| 10 | Шведска         | 0  | 0  | 1  | 1  |
|    | Укупно {13}     | 13 | 13 | 12 | 39 |

|     | Атлетичар        | Земља           |   |   |   |   |
| --- | ---------------- | --------------- | - | - | - | - |
| 1.  | Иштван Мајор     | Мађарска        | 3 | 1 | 0 | 4 |
| 2,  | Дитмар Мегенбург | Западна Немачка | 2 | 0 | 1 | 3 |
| 3.  | Владимир Јашенко | Совјетски Савез | 2 | 0 | 0 | 2 |
| 4.  | Кестутис Шапка   | Совјетски Савез | 1 | 1 | 0 | 2 |
| 4.  | Јацек Вшола      | Пољска}         | 1 | 1 | 0 | 2 |
| 6.  | Владимир Мали    | Чехословачка    | 1 | 0 | 1 | 2 |
| 6.  | Роланд Далхојзер | Швајцарска      | 1 | 0 | 1 | 2 |
| 8.  | Ролф Бајлшмит    | Источна Немачка | 0 | 2 | 0 | 2 |
| 9.  | Ендре Келемен    | Мађарска        | 0 | 1 | 1 | 2 |
| 10. | Јири Тармак      | Совјетски Савез | 0 | 1 | 1 | 2 |